# 長井荘
長井荘（ながいのしょう）は、出羽国置賜郡（現在の山形県置賜郡）にあった荘園。また置賜郡全体を指す用例もある。

## 概要

### 前史
平安時代後期の12世紀頃、古代の置賜郡の分割が行われ、置賜東・南部に摂関家領成島荘（現在の米沢市）・屋代荘（高畠町）、そして北部に北条荘（南陽市）が成立する。その時長井郷（長井市）を中心とする西部（後の下長井）は公領であったと推測される。平安時代中期の郡衙遺跡と推定される道伝遺跡がこの地域にあったことも影響していると考えられる。

### 成立と変遷
文治5年（1189年）大江広元が地頭に補任され、成島荘・屋代荘・北条荘に加え公領を含めた置賜郡の地頭となる。置賜郡は広元の次男長井時広に相続され、鎌倉時代中期に長井荘の呼び名が初めて見られる。
南北朝時代の元中2年／至徳2年（1385年）置賜郡を治めた長井氏が伊達氏の侵攻により滅ぶと、置賜郡一帯が長井荘と呼ばれるようになる。その一方で段銭帳では上長井荘・下長井荘と分割して見られる。なお、伊達氏の領国化により成島荘が上長井荘へと変化している。
慶長5年（1600年）関ヶ原の戦いを目前にした徳川家康は伊達政宗に、苅田・伊達・信夫・二本松・塩松・田村・長井の旧領7か所の回復を約束した、いわゆる百万石のお墨付を与えた。この判物に添えられた知行目録によれば長井は7か所のうち最大の石高17万7,933石分を占めていた（『山形県史15上』伊達家文書）。この時の領域は置賜郡のほぼ全てを示している。

## 特産品
- 馬[11]
- 漆[12]